# Gustave Kahn
Pour les articles homonymes, voir Kahn.
Gustave Kahn, né le 21 décembre 1859 à Metz (Moselle) et mort le 4 septembre 1936 à Paris, est un poète symboliste et critique d'art français. Il est connu sous les pseudonymes : Cabrun, M. H., Walter Linden, Pip et Hixe. Il est pendant un temps le directeur de la revue La Vogue et participe à d'autres revues littéraires de premier plan. On lui doit de nombreux recueils de poèmes, notamment Les Palais nomades, composé en vers libres, ainsi que des biographies d'artistes.

## Biographie
Après avoir commencé une scolarité à l'École des chartes en 1878, il quitte la France en 1880 pour passer quatre ans sous les drapeaux en Afrique du Nord. Il revient à Paris en fin 1884. Gustave Kahn marqua son époque en tant qu'écrivain symboliste, animateur de petites revues, critique d'art prolifique et intellectuel engagé. Lié dès 1881 à Jules Laforgue, Kahn écrivit Les Palais nomades, un recueil de poèmes composé principalement en vers libres (1887), et fut le premier à développer une théorie de ce procédé poétique. Surtout connu pour sa poésie, Kahn écrivit aussi des romans, des pièces de théâtre, une histoire du mouvement symboliste ainsi que de nombreux articles de critique et un traité d’urbanisme.
Il joua un rôle clé dans des revues telles que La Vogue dont il fut un temps le directeur, La Revue indépendante, La Revue blanche et le Mercure de France.
Il fut par ailleurs un amateur d'art compétent et averti qui suivit avec attention l'évolution des arts plastiques sur la longue durée, de 1886 à sa mort en 1936.
Défenseur du néo-impressionnisme aux côtés de son ami Félix Fénéon, il s'intéressa à plusieurs courants artistiques d'avant-garde. Kahn s'illustra enfin dans les principaux mouvements d'idées de la fin du XIXe siècle et du début du XXe siècle. Il prit ainsi position dans des débats aussi divers que l'anarchisme, le socialisme, le féminisme et le sionisme.
Il est enterré au cimetière du Montparnasse à Paris.

## Décorations
- Officier de la Légion d'honneur (1926)[5]

## Principaux ouvrages

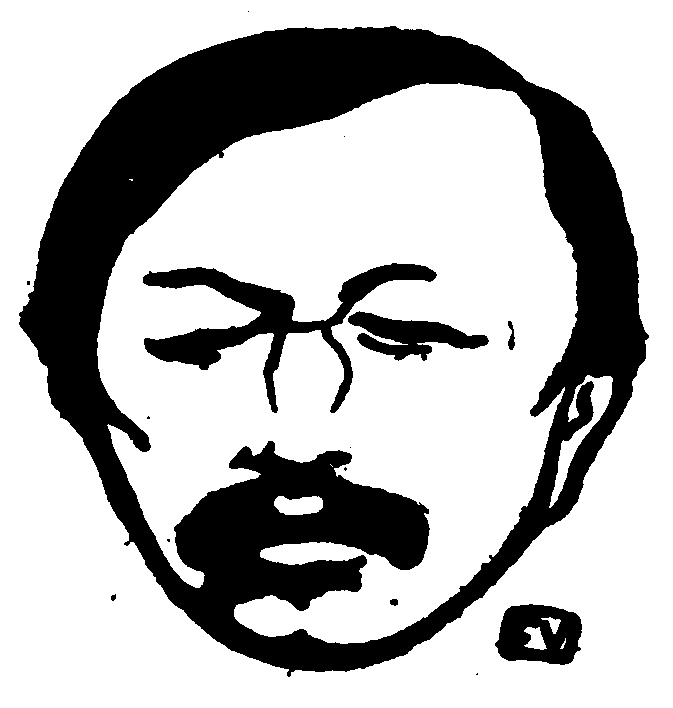
Portrait de Gustave Kahn
par Félix Vallotton
paru dans Le Livre des masques
de Remy de Gourmont (1898).

- Les Palais nomades (1887) Texte en ligne
- Chansons d’amant (1891) Texte en ligne
- Domaine de fée (1895) Texte en ligne
- La Pluie et le beau temps (1896) Texte en ligne
- Le Roi fou (1896)
- Limbes de lumières (1897)
- Le Livre d’images (1897)
- Premiers poèmes (1897)
- Le Conte de l’or et du silence (1898)
- Les Petites Âmes pressées (1898)
- Le Cirque solaire (1898)
- Les Fleurs de la passion (1900)
- L’Esthétique de la rue (1901), Eugène Fasquelle éd. ; rééd. 2008, Infolio, introduction de Thierry Paquot, coll. « Archigraphy Poche », 214 p.   (ISBN 978-2-88474-082-1)
- L’Adultère sentimental (1902)
- Symbolistes et Décadents (1902) Texte en ligne
- Odes de la « Raison » (1902), réédité aux Éditions du Fourneau, 1995
- Contes hollandais (1903)
- Boucher (1906)
- La Femme dans la caricature française (1907) Texte en ligne
- Contes hollandais (deuxième série) (1908)
- « Louis Legrand, peintre graveur », L'Art et le Beau (1908), numéro spécial consacré à cet artiste
- La Pépinière du Luxembourg (1923)
- L’Aube enamourée (1925) Texte en ligne
- Mourle (1925)
- Silhouettes littéraires (1925)
- La Childebert (1926) Texte en ligne
- Contes juifs (1926), réédité chez « Les Introuvables », 1977 Texte en ligne
- Vieil orient orient neuf (1928)
- Images bibliques (1929)
- Adolphe Feder, collection « Monographies d'artistes juifs », Éditions du Triangle, 1929
- Gabriel Venet, Éditions Galerie Armand Drouant (1931)
- Terre d’Israël (1933)
- Les Origines du symbolisme (1936)